# Полет 434 на „Филипийн Еърлайнс“
Полет 434 на „Филипийн Еърлайнс“ е редовен международен пътнически полет от международното летище „Ниной Акино“, Пасай, Филипини, до международното летище „Нарита“, Токио, Япония, с планирано междинно кацане в Себу, Филипини, управялван от „Филипийн Еърлайнс“. На 11 декември 1994 г. самолетът „Боинг 747-283BM Комби“, който изпълнява полета, е сериозно повреден от бомба, докато лети към Себу, която убива един пътник и поврежда важни системи за управление на машината. След детонацията на бомбата 58-годишният пилот ветеран капитан Едуардо Рейес успява да приземи самолета в Окинава, Япония, като така спасява себе си и останалите пътници и екипаж. Атентатът е тест на неуспешните терористични атаки „Божинка“.
По-късно властите установяват, че Рамзи Юсеф, пътник в предишния полет на самолета от международното летище „Ниной Акино“, Манила, поставя експлозива. За да не бъде заловен, той се качва на самолета под фалшивото име Армалдо Форлани, което е почти същото като това на министър-председателя на Италия от 1980 г. до 1981 г. Арналдо Форлани. По-късно Рамзи Юсеф е заловен и осъден за извършване на атентата в Световния търговски център през 1993 г. в Ню Йорк, Съединените американски щати.